# Aldea del Pinar
Aldea del Pinar es una localidad española de la provincia de Burgos, en la comunidad autónoma de Castilla y León.

## Demografía

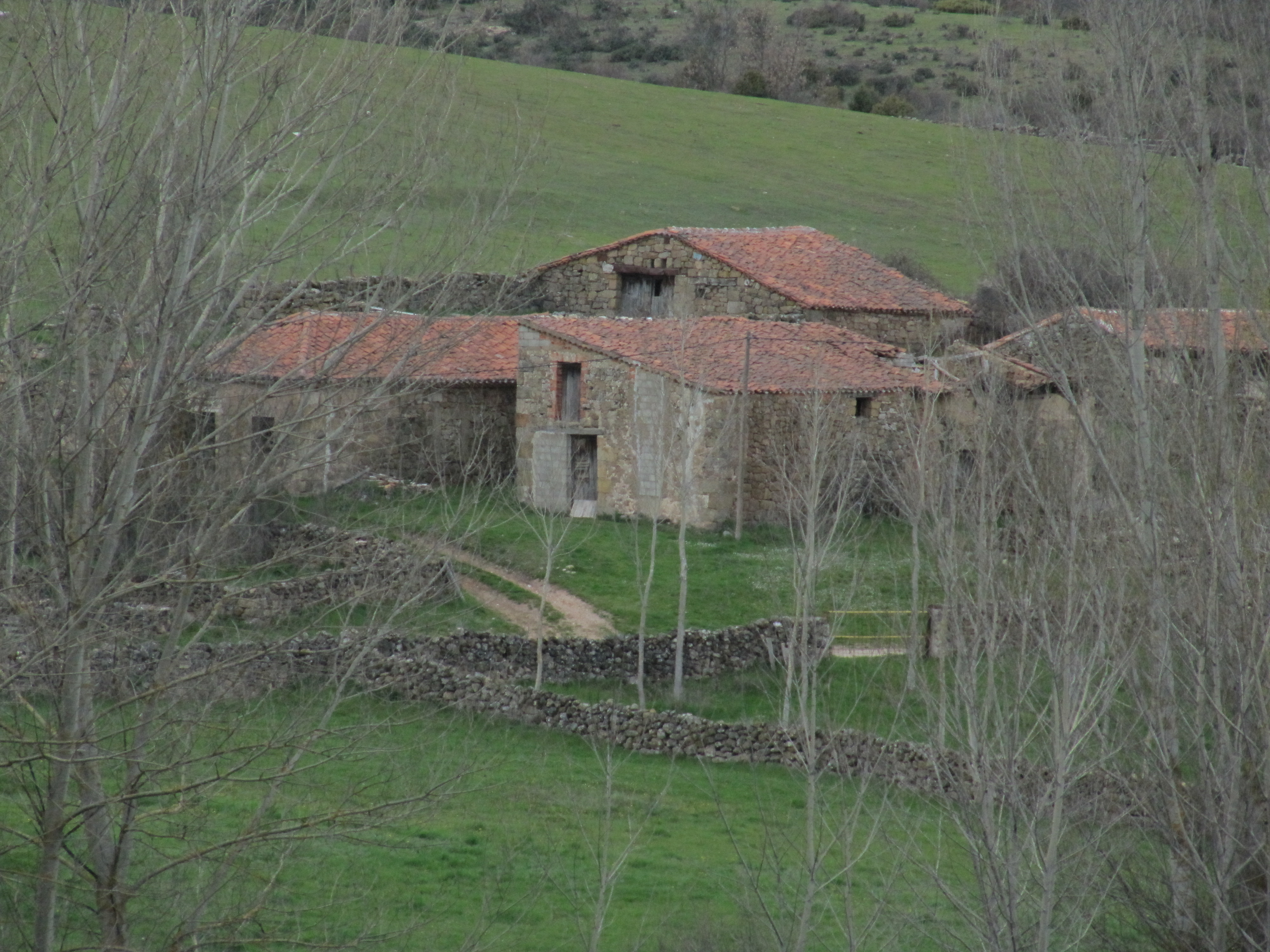
Aldea del Pinar

La Aldea del Pinar está situada en la comarca de la Sierra de la Demanda, a 77 Kilómetros de Burgos. Aproximada a la carretera Burgos-Soria-Sagunto (N-234).
Forma parte de la parroquia de "La Aldea del Pinar" compuesta por cuatro pueblos de la zona de la sierra burgalesa, los cuales son: Aldea del Pinar, Hontoria del Pinar, Navas del Pinar y Rabanera del Pinar.
Cerca de esta aldea pasan el río La Beceda y el arroyo del Juncar, afluentes del río Lobos.

## Lengua
El registro de la lengua castellana hablado en la localidad es el denominado castellano septentrional. Entre las palabras de uso local se encuentra la de culubrujas para denominar a la senderilla.

## Arquitectura

### Casas carreteras

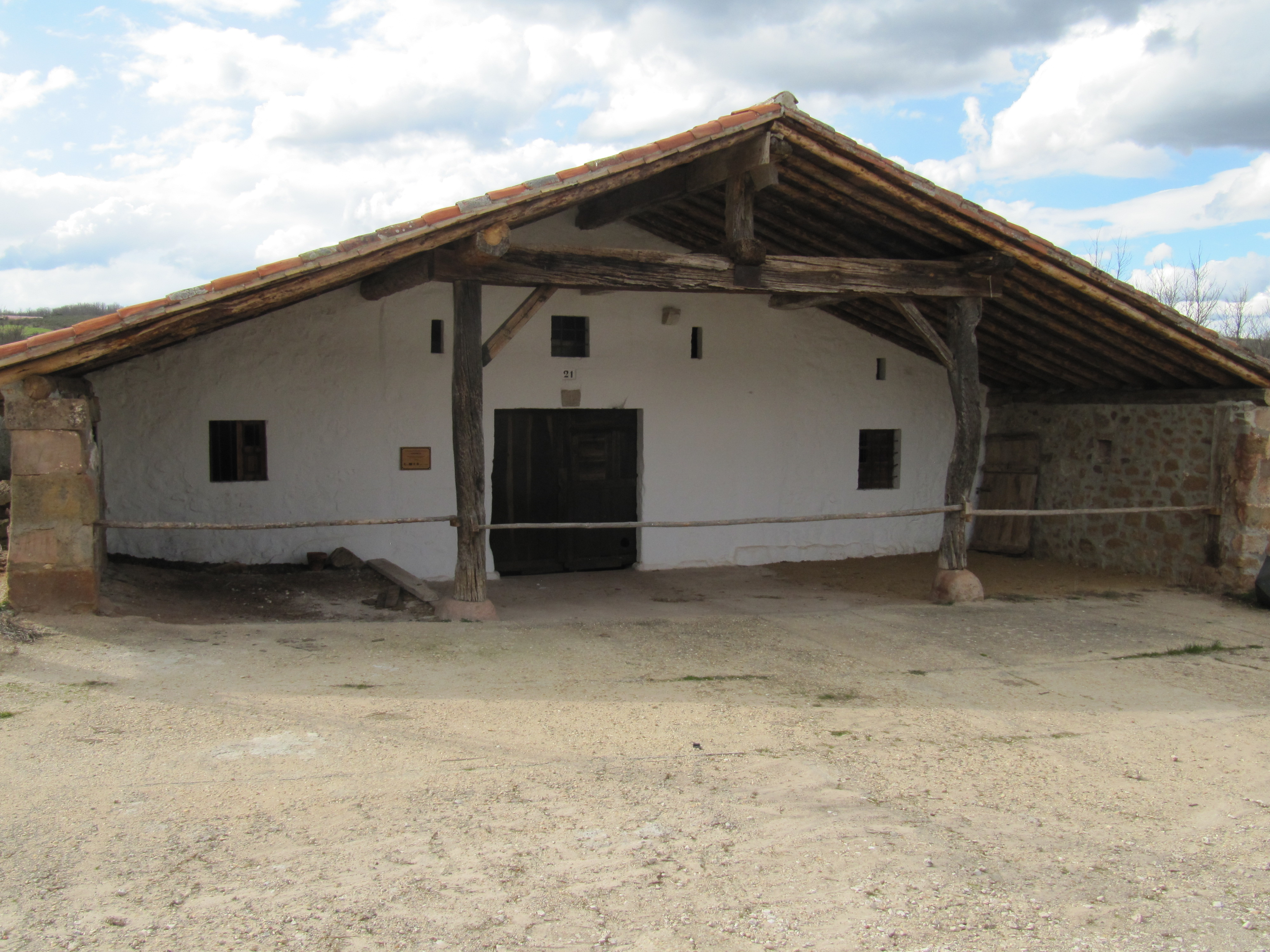
Casa Carretera

Las casas carreteras eran muy típicas de esta zona. Había varios tipos de casas carreteras, algunos eran de grandes dimensiones para albergar en su interior carros y efectuar su mantenimiento así como reparación, por otro lado estaban las de tipo señorial o palaciego que servían más como vivienda que como casa-taller y por último estaban las casas más modestas que correspondían a trabajadores como artesanos, ganaderos, agricultores, etc.

## Premios
Esta pequeña aldea ha sido ganadora del Premio a la Conservación del Patrimonio Urbano Rural en dos años (2007 y 2012);  premios concedidos por la Diputación Provincial de Burgos, este premio se debe a la buena conservación las viviendas de piedra, donde cabe destacar las numerosas casas carreteras.

## Vegetación

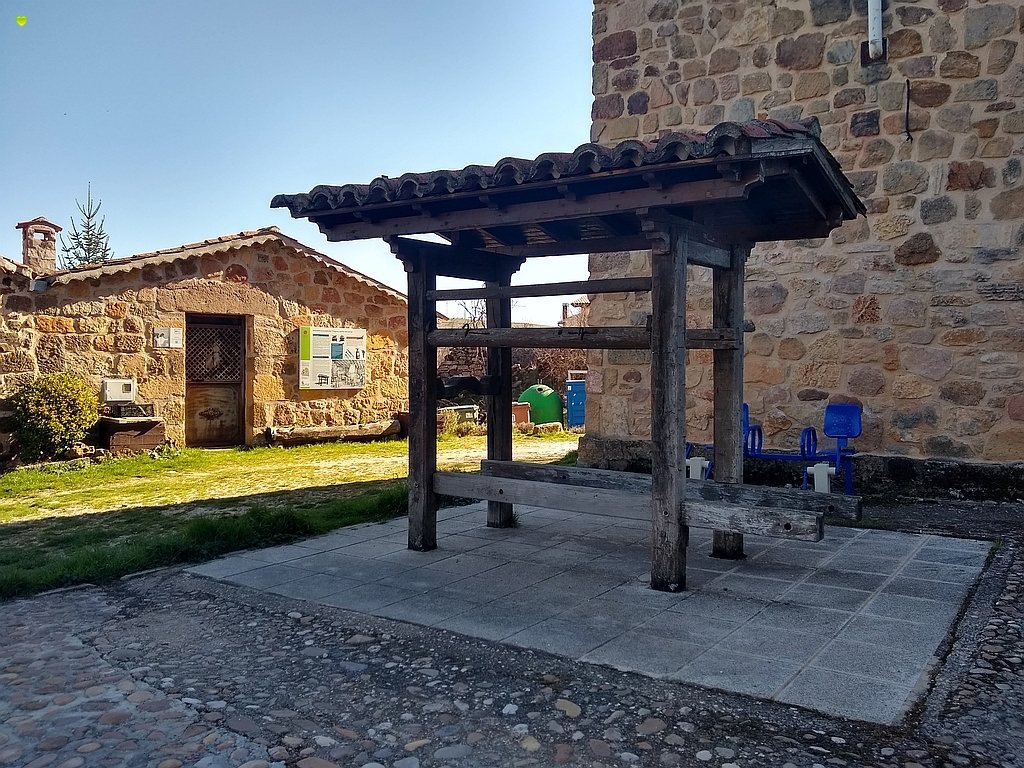
Potro y fragua

Es una tierra con gran cantidad de vegetación a su alrededor debido a su situación geográfica, altitud y clima, especialmente se dan  árboles como el pino albar, pino negral, pino pudio y roble pero también consta de gran variedad de plantas medicinales como la manzanilla, el tomillo, orégano, el té de roca, la cola de caballo y el menta poleo,  entre otros.

### Hongos
El área donde se localiza Aldea del Pinar es una zona donde se encuentran muchos tipos de setas que se dan especialmente durante el otoño. Las especies más abundantes por esta zona son los hongos, champiñones, níscalos, senderilla o la seta de chopo.

### Laguna de Pozo Airón
En el término de Aldea del Pinar existe la laguna de Pozo Airón, que recibe tal nombre por estar consagrada al dios prerromano Airón, dios de la vida y también del tránsito al más allá. De ella se cuentan varias leyendas, como que cayó una carreta con dos bueyes dentro y desaparecieron para siempre. Es una laguna, un poco ovalada, de unos 50 m de diámetro en su parte más ancha. La marca dejada por la erosión de las aguas indica que su nivel, en tiempos, estuvo un metro por encima del actual. Sus aguas no son profundas, excepto en la hoya central, que tiene unos 3 metros de diámetro. Toda la laguna, excepto la hoya, está llena de algas y juncos que se secan en el estío. Por la profundidad de la hoya central, se decía que es un ojo de mar. Junto con la laguna de La Almarcha son los dos más famosos topónimos (de los 100 conocidos) relacionados con el dios Airón.

## Patrimonio
Hay en la localidad una iglesia de Nuestra Señora de la Asunción.